# Equipe turca na Copa Davis
A equipe turca na Copa Davis representa a Turquia na Copa Davis, principal competição de tênis masculina por equipes do mundo. É administrada pela Türkiye Tenis Federasyonu.